# Brobo
Brobo este o comună din departamentul Bouaké, regiunea Vallée du Bandama, Coasta de Fildeș.